# Bahnstrecke Nyon–Crassier
| |                      |                             |                             |
| Streckenlänge: | 9,15 km              |                             |                             |
| Spurweite: | 1435 mm (Normalspur) |                             |                             |
| Maximale Neigung: | 15 ‰                 |                             |                             |
| Minimaler Radius: | 300 m                |                             |                             |
| Zweigleisigkeit: | nein                 |                             |                             |
| |                      |                             |                             |
| \| \| \| SBB-Strecke von Lausanne \| \| \| \| 38,5 0,0 \| Nyon \| 406 m ü. M. \| \| \| 0,5 \| SBB-Strecke nach Genf ⊙ \| SBB-Strecke nach Genf ⊙ \| \| \| 2,5 \| Eysins ⊙ \| 438 m ü. M. \| \| \| 2,7 \| Streckenende ⊙ \| Streckenende ⊙ \| \| \| 4,5 \| Borex-Arnex ⊙ \| 465 m ü. M. \| \| \| 5,9 \| Crassier-La Rippe ⊙ \| 473 m ü. M. \| \| \| 6,0 \| Frankreich/Schweiz ⊙ \| Frankreich/Schweiz ⊙ \| \| \| 6,2 \| Feldwegbrücke ⊙ \| Feldwegbrücke ⊙ \| \| \| 6,9 \| Vésenex ⊙ \| Vésenex ⊙ \| \| \| 9,15 \| Divonne-les-Bains ⊙ \| 483 m ü. M. \| \| \| \| SNCF-Strecke nach Collonges \| \| |                      |                             |                             |
| Strecke |                      | SBB-Strecke von Lausanne    | SBB-Strecke von Lausanne    |
| Bahnhof | 38,5 0,0             | Nyon                        | 406 m ü. M.                 |
| Abzweig geradeaus und nach links | 0,5                  | SBB-Strecke nach Genf ⊙     | SBB-Strecke nach Genf ⊙     |
| Dienststation / Betriebs- oder Güterbahnhof | 2,5                  | Eysins ⊙                    | 438 m ü. M.                 |
| | 2,7                  | Streckenende ⊙              | Streckenende ⊙              |
| Bahnhof (Strecke außer Betrieb) | 4,5                  | Borex-Arnex ⊙               | 465 m ü. M.                 |
| Bahnhof (Strecke außer Betrieb) | 5,9                  | Crassier-La Rippe ⊙         | 473 m ü. M.                 |
| Grenze (Strecke außer Betrieb) | 6,0                  | Frankreich/Schweiz ⊙        | Frankreich/Schweiz ⊙        |
| Strecke mit Straßenbrücke (Strecke außer Betrieb) | 6,2                  | Feldwegbrücke ⊙             | Feldwegbrücke ⊙             |
| Haltepunkt / Haltestelle (Strecke außer Betrieb) | 6,9                  | Vésenex ⊙                   | Vésenex ⊙                   |
| Bahnhof (Strecke außer Betrieb) | 9,15                 | Divonne-les-Bains ⊙         | 483 m ü. M.                 |
| Strecke (außer Betrieb) |                      | SNCF-Strecke nach Collonges | SNCF-Strecke nach Collonges |

Die Bahnstrecke Nyon–Crassier ist eine Eisenbahnstrecke in der Schweiz, welche Nyon mit Crassier verband. Heute wird nur noch der Abschnitt Nyon–Eysins für den Güterverkehr genutzt. In Crassier führte die Strecke weiter über die französische Grenze nach Divonne-les-Bains, wo sie mit der Bahnstrecke Collonges–Divonne-les-Bains verknüpft war. Die Inbetriebnahme fand am 1.  Mai 1905 statt, die Verlängerung nach Divonne-les-Bains ging am 3.  November desselben Jahres in Betrieb.

## Streckenverlauf

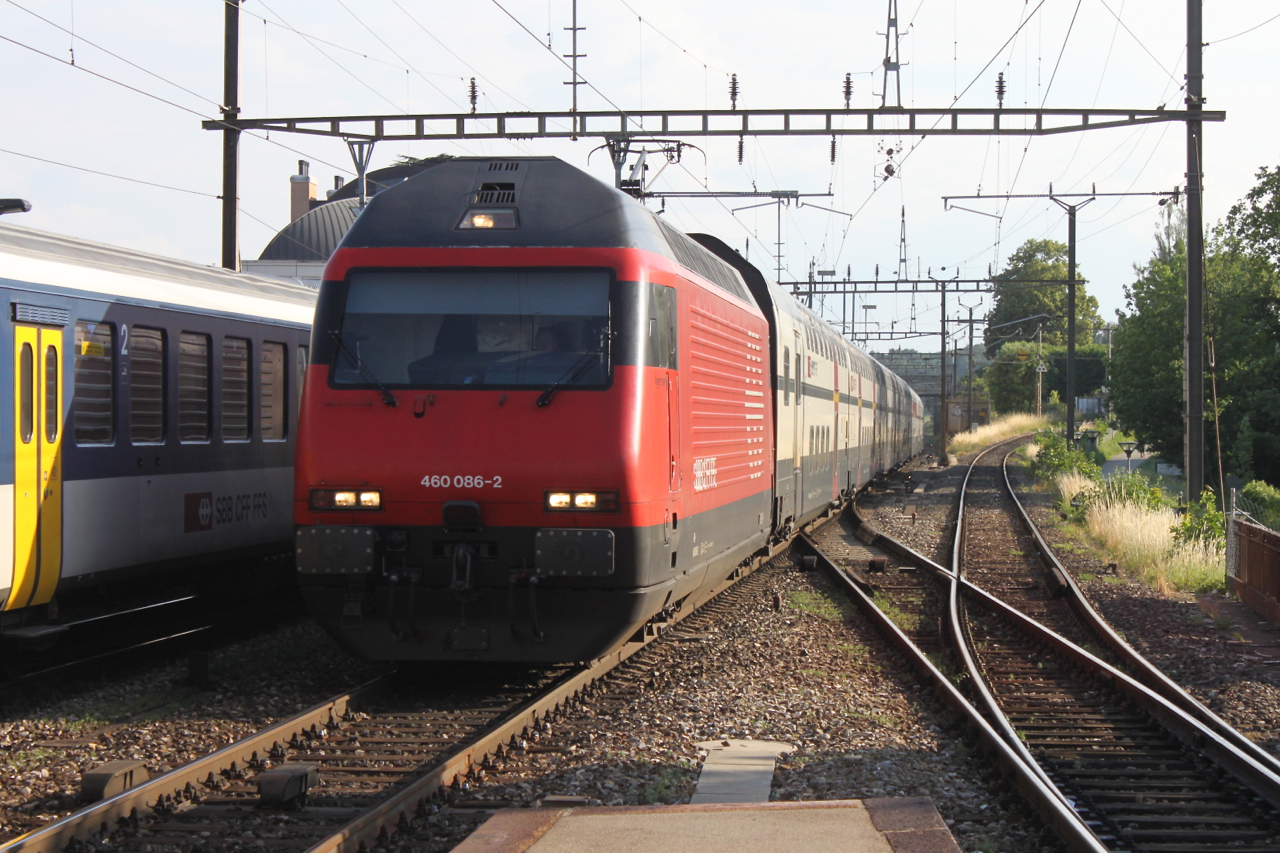
Der Beginn der Strecke nach Crassier (rechts)

Die Strecke hat ihren Ursprung im Bahnhof Nyon als Gleis  4. Sie verläuft in südwestlicher Richtung etwa 250  m parallel zur Bahnstrecke Lausanne–Genf, zweigt dann in westliche Richtung ab und geht in eine Steigung von 15 ‰ über. Sie bedient hier mehrere Industrieanschlüsse, unter anderem den Schlachthof von Nyon und die Weingenossenschaft. Bei Kilometer  2,5 erreicht die Bahnstrecke den Bahnhof Eysins. Nachdem die Strecke durch Felder, weiterhin in einer 15 ‰-Steigung, führt, erreicht sie den Bahnhof Borex-Arnex bei Kilometer  4,5. Nach einer Rechtskurve richtet sich die Strecke auf den Bahnhof Crassier aus. Dieser befindet sich 5,9  Kilometer von Nyon entfernt. Nachdem die Strasse von Crassier nach Bogis-Bossey überquert wurde, passierte sie die Grenze. Südlich von Vésenex bei Kilometer  6,9 befand sich ein Haltepunkt, bevor schliesslich Divonne-les-Bains, nachdem der Ortskern südöstlich umfahren wurde, bei Kilometer  9,145 erreicht wurde.

## Geschichte
Im Jahr 1893 gab es erste Bestrebungen seitens der Gemeinde Nyon, eine Eisenbahnstrecke von Nyon nach Divonne-les-Bains über Crassier zu bauen. Diese liefen ins Leere, da der Bundesrat den Bau aus strategischen Gründen ablehnte. In der Tat war ein Tunnel unter dem Col de la Faucille geplant, welcher der Strecke eine wichtige Rolle zugeteilt hätte. Nachdem die Kantonsregierung mit Frankreich Kontakt aufgenommen hatte, bat sie den Bundesrat die Konzession zum Bau zu bewilligen; der Bau des Tunnels war aufgegeben worden. Am 28.  Juni 1902 wurde diese der Société du chemin de fer Nyon – Crassier (NC) erteilt. Der Artikel 17 der Vereinbarung des 9. August 1904 bestimmt, dass die Fahrzeuge der beiden Bahngesellschaften (NC und PLM) auf der gesamten Bahnstrecke verkehren können. Am selben Tag wurden die SBB mit dem Betrieb der Strecke beauftragt.

Im Frühjahr 1904 starteten die Bauarbeiten, die Inbetriebnahme des Abschnitts Nyon–Crassier fand am 1.  Mai 1905 statt. Dieser Abschnitt hat 600'000  Franken gekostet, was einen Kilometerpreis von 100'000  Franken ergibt. Es mussten keine nennenswerten Bauwerke erstellt werden, da das Gelände relativ flach ist. Am 3.  November ging die Verlängerung über die Grenze hinweg, wo sie mit der Bahnstrecke Collonges–Divonne-les-Bains verknüpft war, in Betrieb.

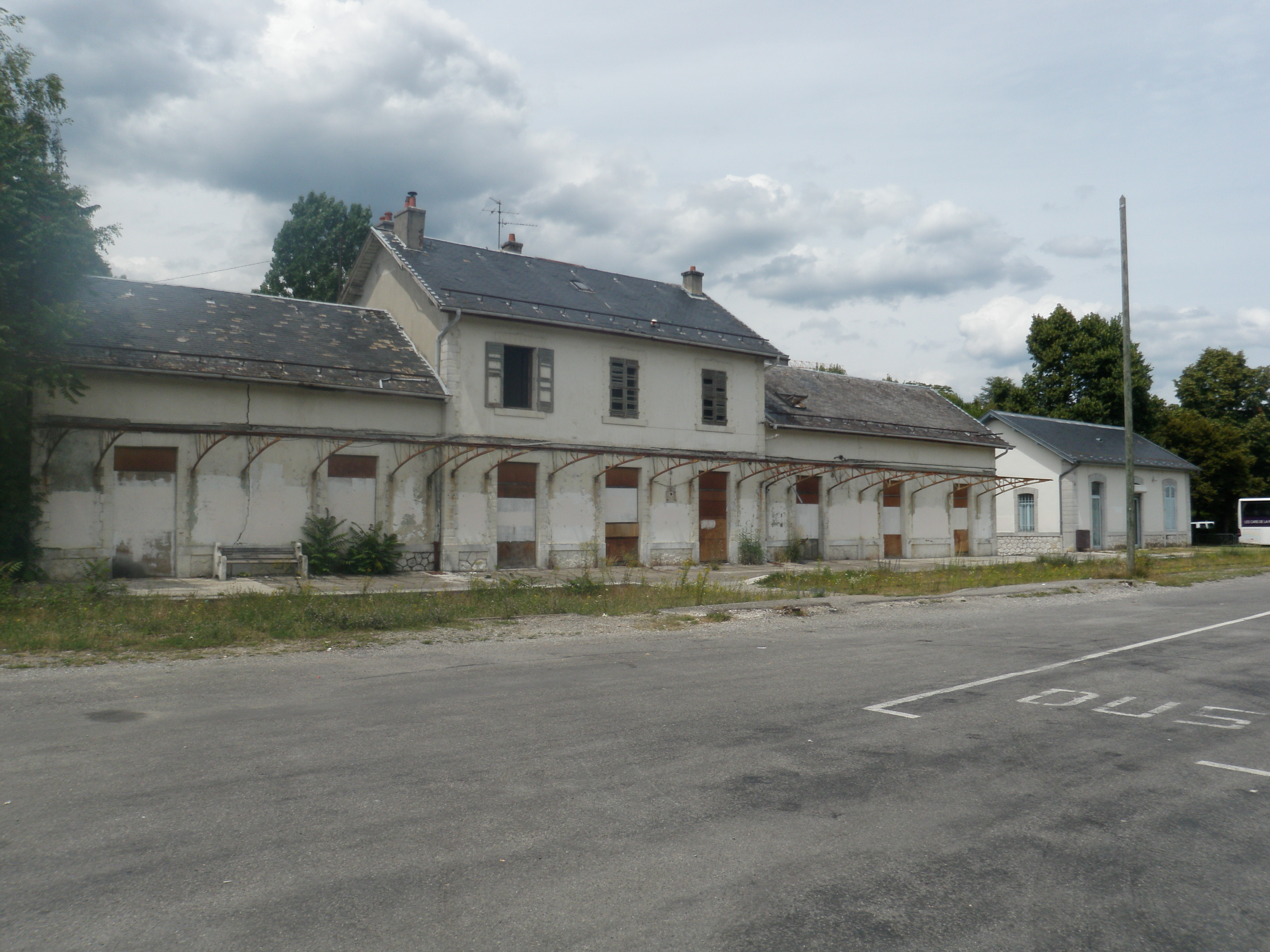
Bahnhofsgebäude von Divonne-les-Bains (2014)

Während des Ersten Weltkriegs brach der gesamte Verkehr ein, was zu finanziellen Schwierigkeiten führte. Daraufhin musste am 21.  November 1921 die Société du chemin de fer Nyon – Crassier (NC) Konkurs anmelden. Nach einer ersten erfolglosen Versteigerung kaufte der Kanton Waadt die Strecke für 50'000  Franken, die Übernahme fand am 1.  Januar 1922 statt. Nach dem Krieg nahm der Verkehr wieder zu, doch das Wachstum der Vorkriegsjahre konnte nicht erreicht werden. Im Jahr 1931 verkehrten vier Zugpaare von Nyon nach Divonne-les-Bains; die Fahrzeit Betrug 25  Minuten. Am 3.  Oktober 1939 wurde der Verkehr, wegen des Zweiten Weltkriegs, zwischen Crassier und Divonne-les-Bains eingestellt. Vom 13.  Dezember 1939 bis zum 22. Juni 1940 verkehrten wieder Züge über die Grenze. Wegen des Einmarsches der deutschen Truppen ins Pays de Gex wurde der Verkehr erneut eingestellt, ausserdem wurden zwei Gleislängen ausgebaut und ein Stacheldrahtzaun aufgestellt. Der Verkehr zwischen Crassier und Nyon nahm währenddessen zu, weil Benzin nur beschränkt verfügbar war. Am 18.  November 1944 ging die Strecke über die Grenze wieder in Betrieb, die Höchstgeschwindigkeit betrug wegen Oberbauschäden 40  km/h. Nach dem Krieg gab es Planungen, die Strecke zu elektrifizieren, diese wurden aber wegen zu hohen Kosten aufgegeben. Am 11.  August 1950 gaben die SBB der Kantonsregierung bekannt, dass die Strecke hoch defizitär war, das jährliche Defizit 150'000  Franken betrug. Um dem entgegenzuwirken, ersetzte ein Dieseltriebwagen den Dampfbetrieb.

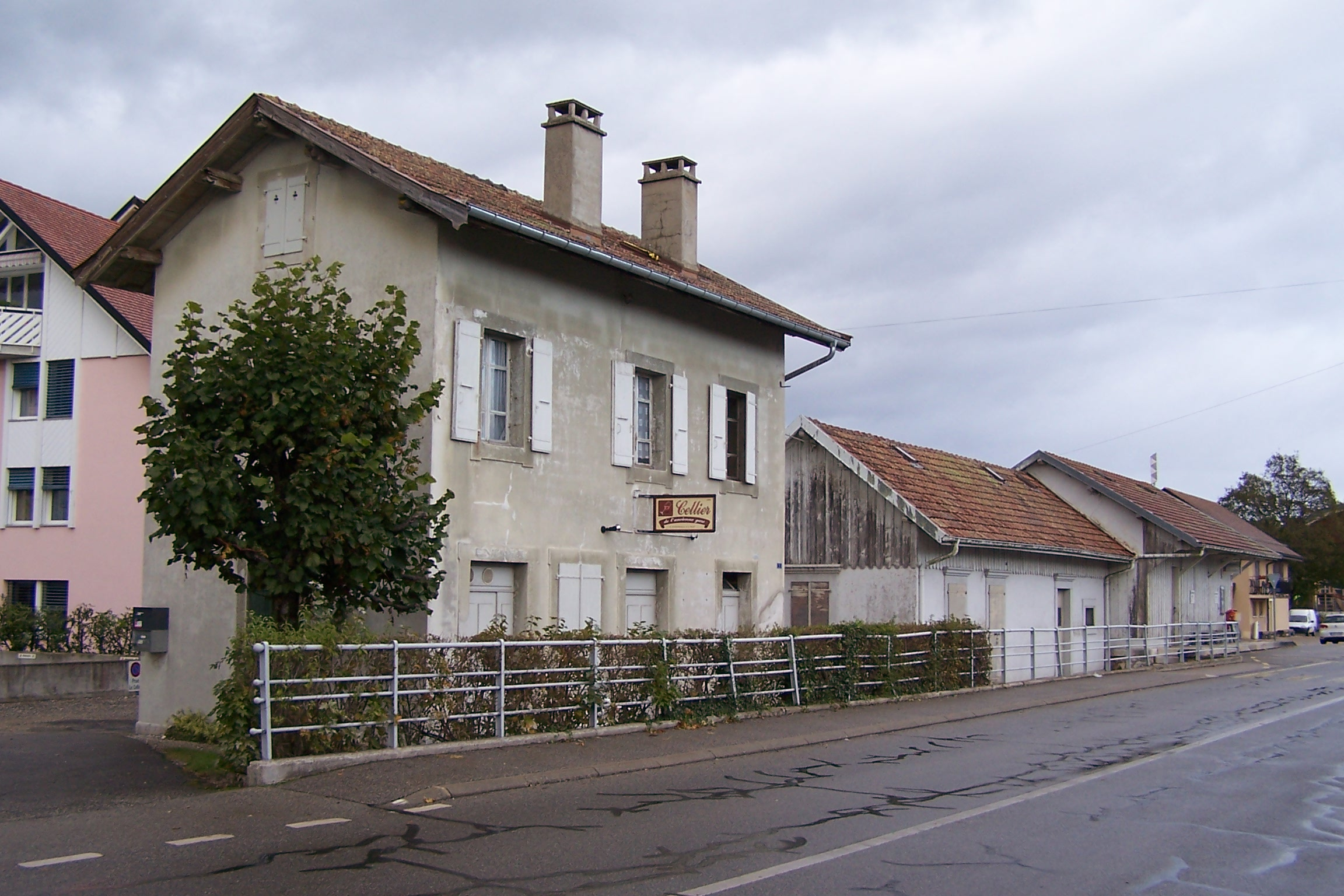
Ehemaliger Bahnhof Crassier

Zu Beginn der 1960er-Jahre beschloss man den Bau der Autobahn Genf–Lausanne. Die Kantonsregierung schlug vor, die Strecke stillzulegen, um die Kosten eines Kreuzungsbauwerks zu sparen. In den Anliegergemeinden stiess dieser Vorschlag auf Widerstand, auch Divonne-les-Bains beteiligte sich an diesem. Die Kosten des Bauwerks wurden mit rund einer Million Franken beziffert, davon hätte die Kantonsregierung 100'000  Franken beisteuern müssen. Ein Projekt zum Erhalt der Strecke wurde erarbeitet, diese hätte die Autobahn unterquert. Ungeachtet davon entschied die Kantonsregierung am 14.  November 1960 die Stilllegung der Strecke. Am 30.  September 1962 wurde der Abschnitt Eysins–Crassier–Divonne-les-Bains stillgelegt. Dieser Abschnitt wurde kurze Zeit später abgebaut, um die Autobahn fertigstellen zu können. Während der Bauphase der Autobahn war ein provisorischer Bahnübergang gebaut worden. Der Busverkehr, der als Ersatz der Strecke betrieben wurde, war auch defizitär. Zuletzt verkehrten sechs Zugpaare pro Tag. Ein Billet von Nyon nach Divonne-les-Bains kostete 2,30 Franc.

### Betrieb

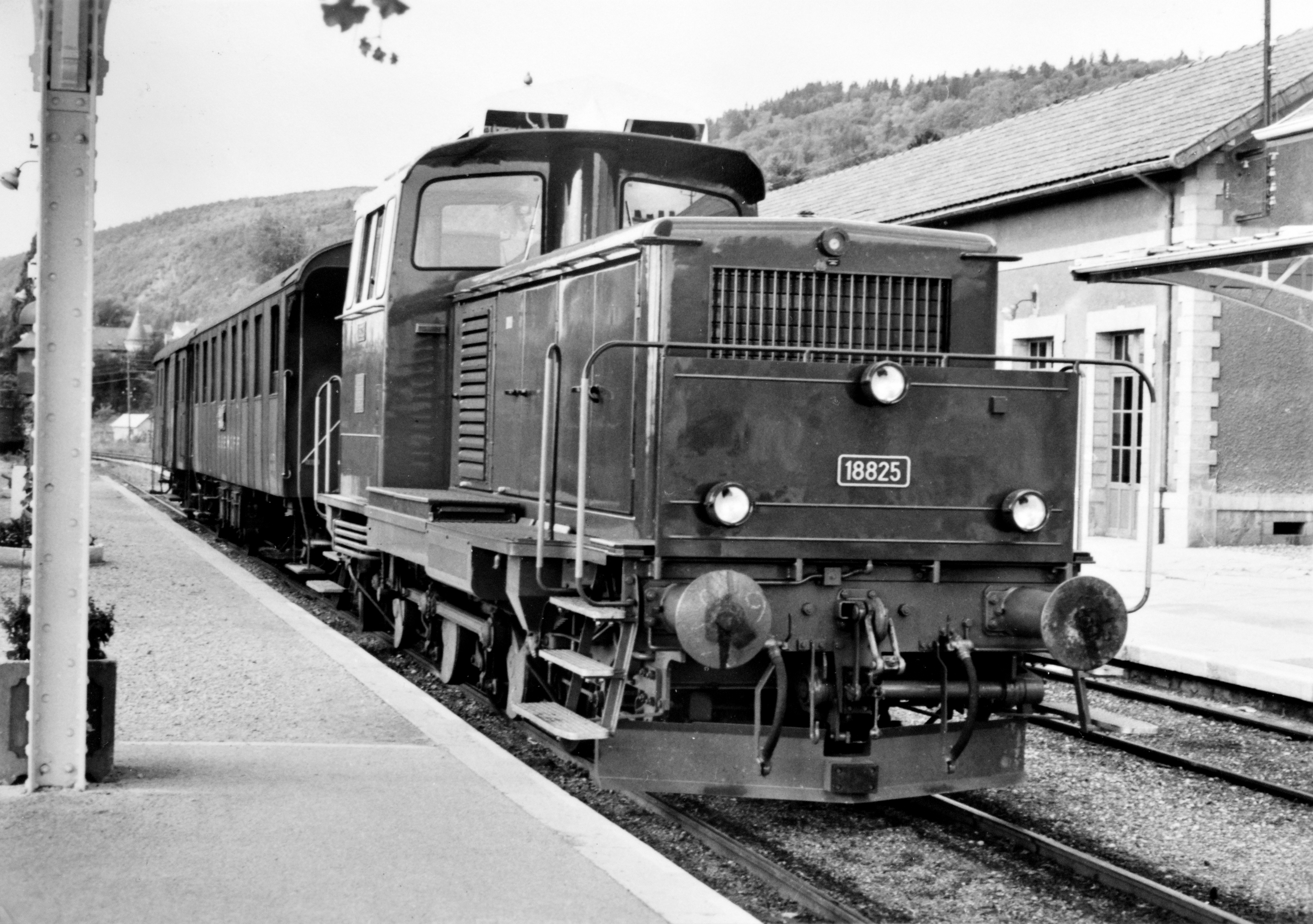
SBB Em 3/3 18825 in Divonne-les-Bains (1962)

Auf der Strecke kamen verschiedene Lokomotiven zum Einsatz. Als Dampflokomotiven waren die Baureihen Eb 3/5, Eb 2/4, Ec 2/5, Ec 3/4 in Betrieb. Ab den 1950er-Jahren kamen verschiedene Diesellokomotiven und Triebwagen zum Einsatz: Am 4/4 (1001), Em 3/3, BFm 2/4, RCm 2/4. Der Güterverkehr stellte bis zum Ersten Weltkrieg eine wichtige Rolle dar, da die Trassengebühren in Frankreich billiger waren. Ausserdem wurden landwirtschaftliche Erzeugnisse befördert. Die Züge verkehrten gemischt, die Güterwagen waren an die Personenzüge angehängt.

### Infrastruktur
Der Bahnhof Borex-Arnex hatte ein Ausweichgleis und ein einstöckiges Empfangsgebäude. Der Bahnhof Crassier-La Rippe, als Grenzbahnhof, besass ein Ausweich- und ein Stumpfgleis. Zusätzlich zum Güterschuppen,  der an das Bahnhofsgebäude angebaut war, hatte der Bahnhof ein Zollgebäude. Der Bahnhof Divonne-les-Bains besass ausgedehnte Gleisanlagen, unter anderem einen zweiständigen Lokschuppen und eine Drehscheibe. Ferner war der Mittelbahnsteig überdacht, was ein wettergeschütztes Umsteigen ermöglichte. Es standen fünf durchgehende Gleise zur Verfügung.

## Heutiger Zustand

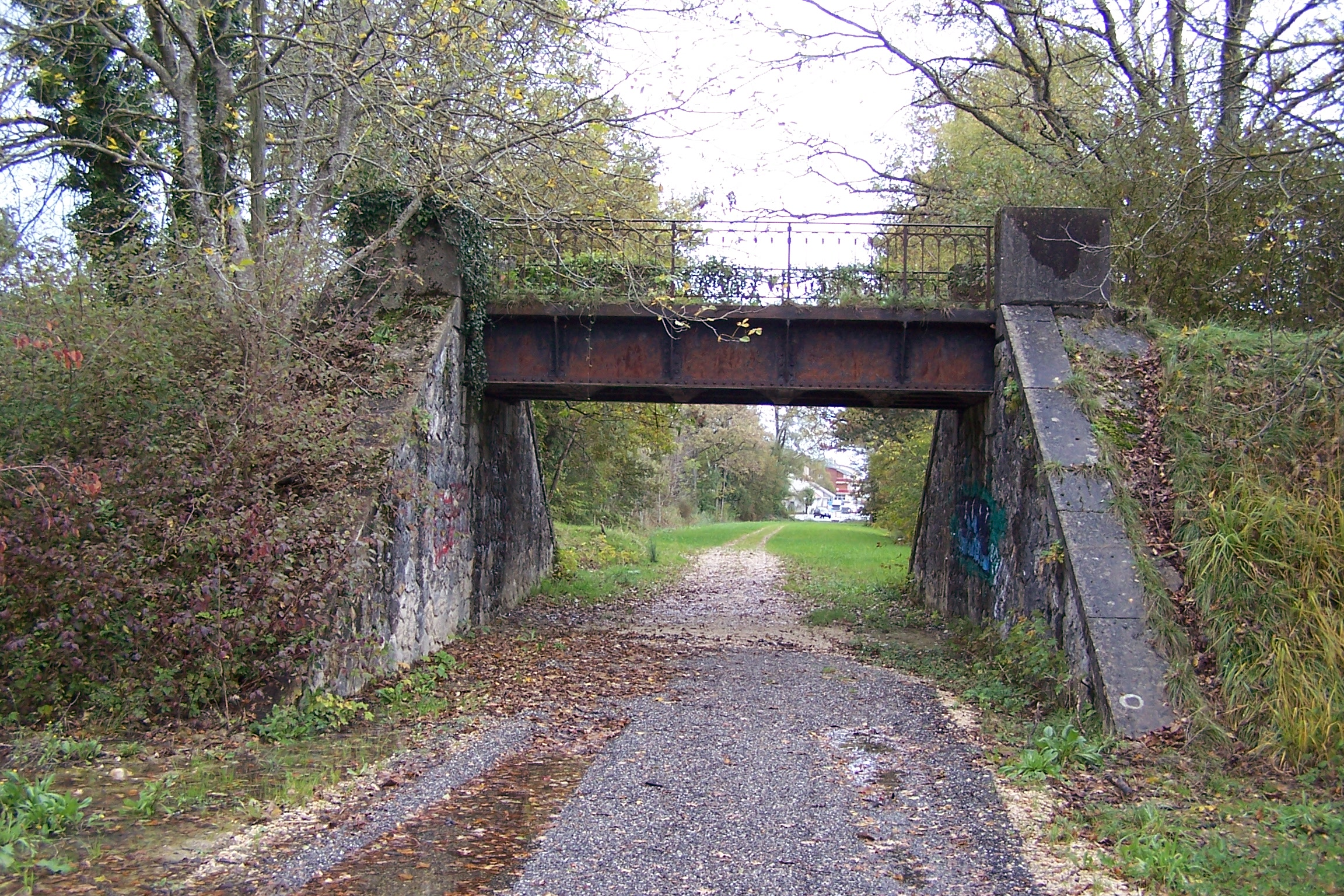
Feldwegbrücke bei Crassier; der Einschnitt wurde für den Radweg teilweise aufgefüllt. (2013)

Heutzutage verkehren Güterzüge bis nach Eysins, um Holz für die Papierherstellung zu laden und einige Industriebetriebe zu bedienen. Von dort an ist die Strecke bis zum Bahnhof Divonne-les-Bains abgebaut. Das Zollgebäude des Bahnhofs von Crassier steht noch. Auf Schweizer Gebiet sind keine weiteren Kunstbauwerke mehr erhalten, auf französischem Boden steht kurz nach Crassier noch eine Brücke eines Weges über die Bahnlinie. Von Crassier bis kurz vor Divonne-les-Bains wurde auf der ehemaligen Trasse ein Fahrradweg gebaut.